# Epifragma

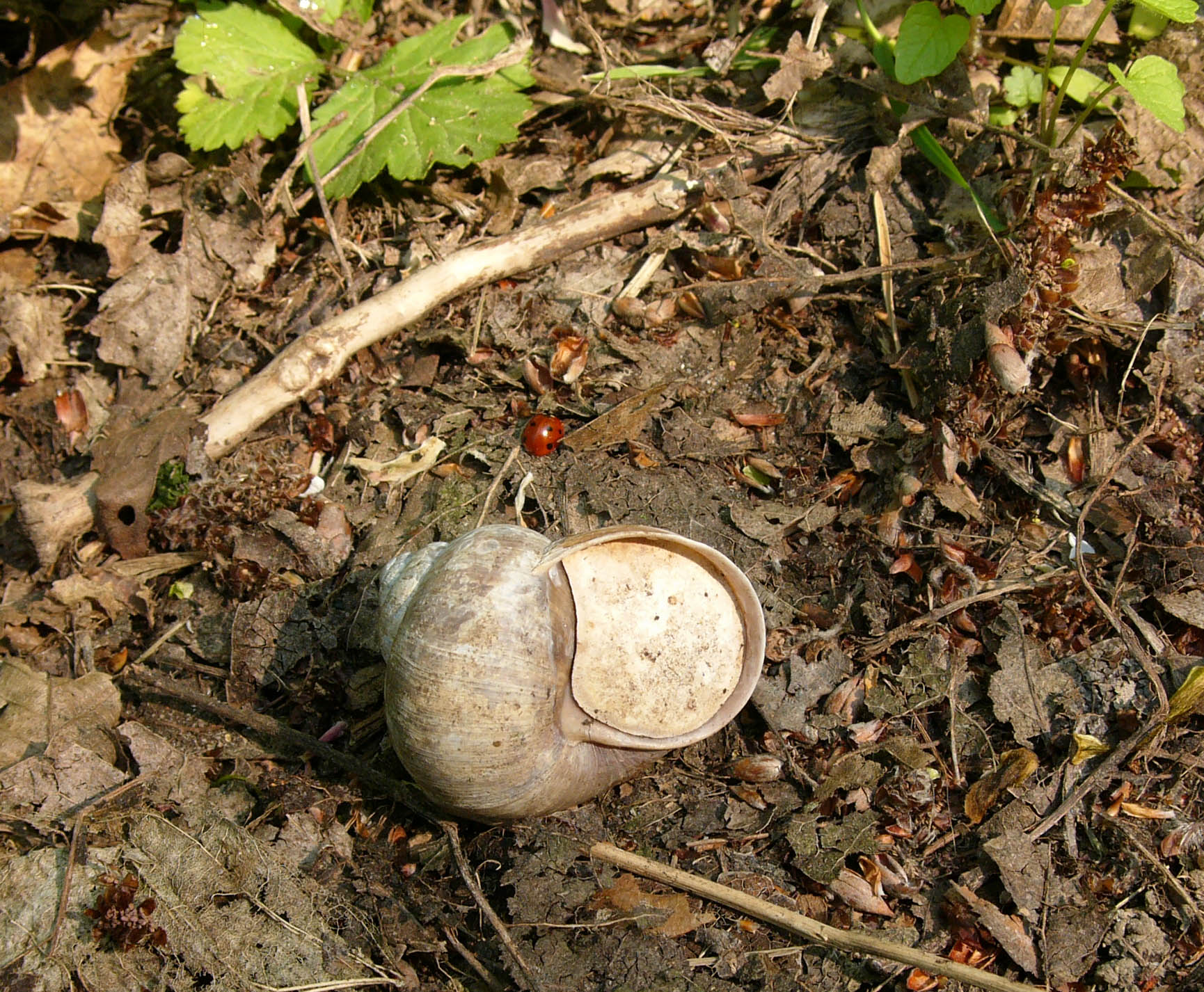
Epifragma de Helix pomatia.

L'epifragma és una formació de mucosa calcària, present en gastròpodes. La seva funció és tapar l'entrada de la conquilla i mantenir la humitat necessària a l'interior. A diferència de l'opercle, no es pot moure endavant i enrere del mol·lusc i, en cas de trencament, ha de ser reformada de nou mitjançant l'acumulació de secrecions específiques.